# Мутная (приток Вильвы)
Мутная — река в России, протекает в Добрянском районе Пермского края. Устье реки находится в 26 км по правому берегу реки Вильва. Длина реки составляет 13 км.
Река берёт начало в лесном массиве в 11 км к востоку от посёлка Вильва. Исток находится на западных предгорьях Среднего Урала на склонах горы Весёлая (301 м НУМ). Течёт на юго-запад, приток — Малая Мутная (левый). Впадает в Вильву у деревни Мутная.

## Данные водного реестра
По данным государственного водного реестра России относится к Камскому бассейновому округу, водохозяйственный участок реки — Кама от города Березники до Камского гидроузла, без реки Косьва (от истока до Широковского гидроузла), Чусовая и Сылва, речной подбассейн реки — бассейны притоков Камы до впадения Белой. Речной бассейн реки — Кама.
По данным геоинформационной системы водохозяйственного районирования территории РФ, подготовленной Федеральным агентством водных ресурсов:
- Код водного объекта в государственном водном реестре — 10010100912111100008885
- Код по гидрологической изученности (ГИ) — 111100888
- Код бассейна — 10.01.01.009
- Номер тома по ГИ — 11
- Выпуск по ГИ — 1